# Liste der Naturdenkmäler in Everswinkel
Die Liste der Naturdenkmäler in Everswinkel nennt die Naturdenkmäler in Everswinkel im Kreis Warendorf in Nordrhein-Westfalen.

## Naturdenkmäler
| Nummer | Bezeichnung   | Lage | Bemerkung                                                               | Bild |
| ------ | ------------- | --- | ----------------------------------------------------------------------- | ---- |
| 2.6.1  | 2 Stieleichen | Alverskirchen, Flur 13, Flurstück 42 An der Weide an der Nordostseite des Gehöftes Lütke-Holling (51° 54′ 2,2″ N, 7° 46′ 32,9″ O)            |                                                                         |      |
| 2.6.2  | Stieleiche    | Alverskirchen, Flur 9, Flurstück 100 Im Evener Feld südwestlich Hof Hobbeling südlich des Wirtschaftsweges (51° 53′ 48,8″ N, 7° 48′ 43,9″ O) | Stammumfang ca. 3,00 m, Kronendurchmesser ca. 18,00 m, Höhe ca. 15,00 m |      |
| 2.6.3  | Stieleiche    | Alverskirchen, Flur 9, Flurstück 20, 23 Im Evener Feld westlich der Zufahrt zum Hof Hobbeling (51° 53′ 49,9″ N, 7° 48′ 56,9″ O)              | Stammumfang ca. 4,20 m, Kronendurchmesser ca. 18 m, Höhe ca. 15 m       |      |